# Neobanepa peruviensis
Neobanepa peruviensis är en fjärilsart som beskrevs av Paul Dognin 1905. Neobanepa peruviensis ingår i släktet Neobanepa och familjen Crambidae. Inga underarter finns listade i Catalogue of Life.